# Tabanus rufioloratus
Tabanus rufioloratus är en tvåvingeart som beskrevs av Philip 1960. Tabanus rufioloratus ingår i släktet Tabanus och familjen bromsar. Inga underarter finns listade i Catalogue of Life.